# 北京中加学校
39°56′13″N 116°41′12″E / 39.936897°N 116.686587°E
北京中加学校是一家中外合办的高级中学，位于北京市通州区疃里丛林庄园。中方合作办学方是北京师范大学附属实验中学，外方是加拿大纽宾士域省教育部和加拿大加皇国际教育集团。根据学校官方网站的介绍，“学校成立以来已有近万名学生毕业，毕业生升读国内外大学的升学率达98％以上，获国外大学奖学金率为毕业生总数的83%。”

## 荣誉
- 2009年，“首都平安示范校园”
- 2014年，“最具办学特色的国际学校”
- “2014全国环境教育示范学校”
- 2014年，“留学杂志榜推荐的国际学校”